# Transcontinental Race
Transcontinental Race ou TCR, en français La Transcontinentale, est une épreuve amateur d'ultracyclisme en autonomie. Créée en 2013, elle se déroule chaque été sur un parcours à travers l'Europe qui a varié au fil des ans, pour une distance totale de 4 000 km pour les dernières éditions.

## Description de la course

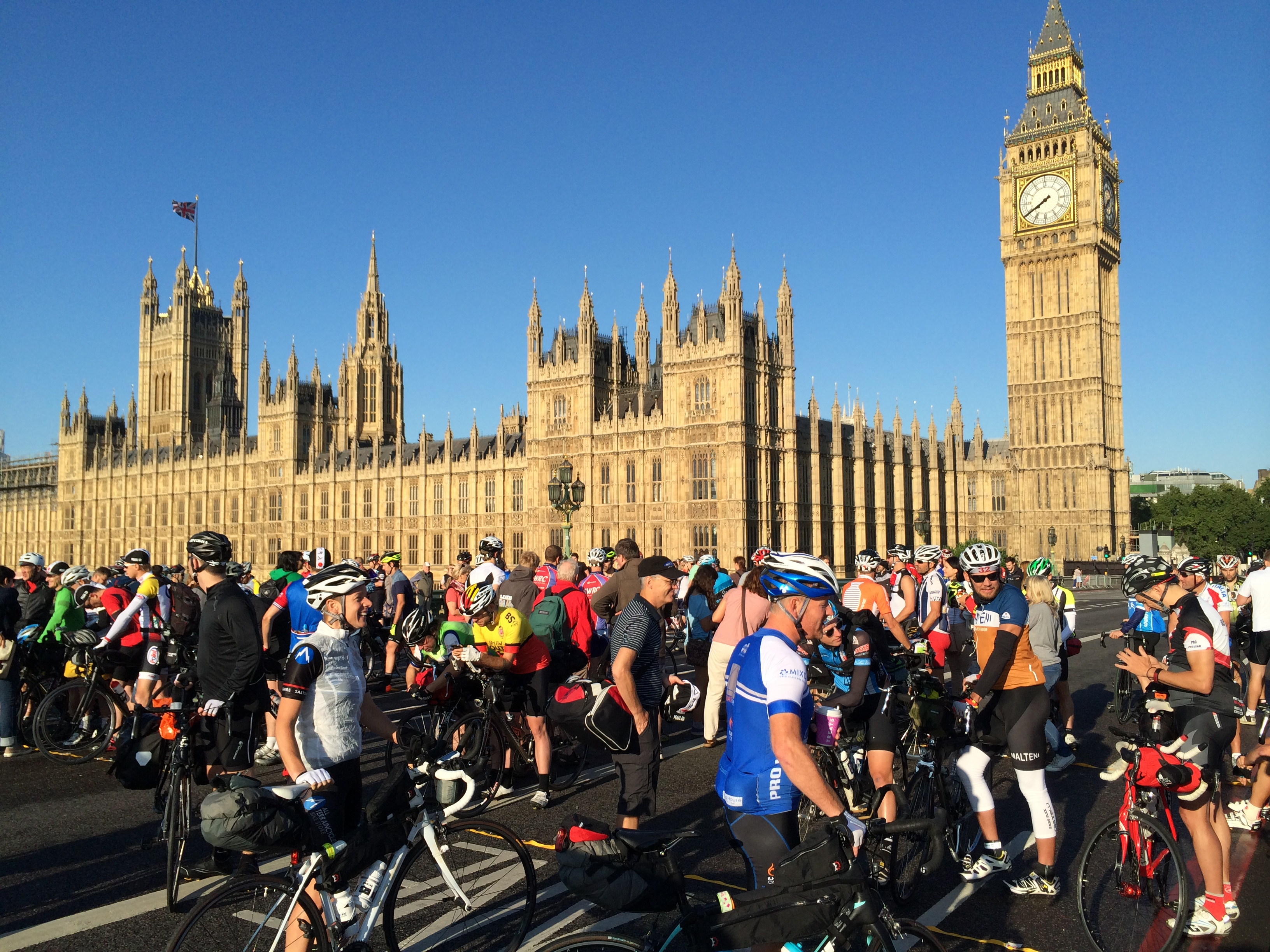
Départ depuis Londres de la Transcontinental Race en 2014

La Transcontinentale est une course d’ultracyclisme ou dite d'« ultra distance » se déroulant sur un parcours de 3 000 à 4 000 kilomètres,. Les cyclistes  la font en autonomie ou auto-suffisance, c'est-à-dire sans assistance attitrée. La course se déroule annuellement sur un parcours traversant l'Europe du nord-ouest (Angleterre ou Belgique) au sud-est (Turquie ou Grèce). En 2019, pour la première fois la course s'est déroulée du sud-est (Bulgarie) au nord-ouest (France). Les cyclistes peuvent emprunter la route selon leur souhait mais doivent passer par plusieurs points de contrôle définis par l'organisation.

### Création de la course

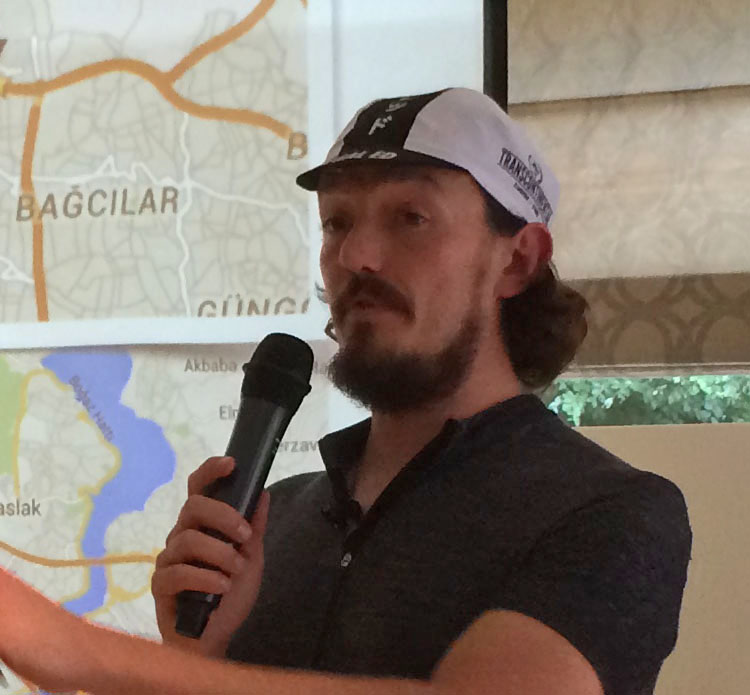
Mike Hall, créateur de la course, lors de la réunion préparatoire avant course de la transcontinentale de 2015 à Grammont en Belgique

La Transcontinental Race a été créée en 2013 par le cycliste anglais Mike Hall. Mike Hall a déclaré avoir créé cette course parce qu'elle répondait à un besoin en Europe, et qu'elle constituait une alternative à des courses d'endurance telle que la Race Across America aux États-Unis notamment, en proposant une épreuve populaire avec des frais d'inscription accessibles au plus grand nombre. 
La première édition a eu lieu en août 2013. Depuis la création de la Transcontinental Race, d'autres courses caractérisées par la longue distance (des parcours supérieurs à 500 kilomètres) et se déroulant en autonomie ont été créées : la French Divide en 2016 en France, le Tuscany Trail en 2014 et le Chilkoot Born To Ride 2016 reliant le Morvan français à Barcelone en 96 heures maximum, ou encore l'Italy Divide en 2016 en Italie, le HARD CRO Ultra Race en 2016 en Croatie. Des courses longue distance en autonomie étaient préexistantes à la Transcontinentale en Europe telle que la Severigetempot créée en 2012 en Suède. En 2018, l'explorateur français Axel Carion fonde le premier championnat du monde d'épreuves d'ultracyclisme en autonomie avec le BikingMan qui a pour caractéristiques de rassembler les conditions climatiques et topographiques les plus délicates du globe (désert, haute altitude, jungle). 
La Transcontinentale reste l'épreuve de longue distance en autonomie la plus longue sur le continent européen. La Transcontinental Race est une course avec un classement. À ce titre, elle ne doit pas être confondue avec les randonnées sportives en longue distance telles que les évènements Audax, épreuves de régularité où les participants partent et arrivent ensemble, le Paris-Brest-Paris dont l'organisation ne souhaite pas, explicitement, que les cyclistes adoptent un esprit de compétition, ou l'aventure Sun Trip qui propose des parcours plus longs pour des vélos à assistance électriques rechargés par des panneaux photovoltaïques embarqués dont le principal défi est d'accomplir le trajet le plus rapidement possible en autonomie énergétique.

### Les règles de course
Au-delà des points de parcours imposés, le règlement de la course est décliné en dix points :
1. Les cyclistes doivent rouler depuis la ligne de départ jusqu'à la ligne d'arrivée en passant par tous les points de contrôle obligatoire.
2. L'aide d'une tierce personne est interdite. Toute alimentation, boisson et équipement doivent être emportés par les cyclistes ou achetés en route.
3. Bénéficier de l'aspiration est interdit.
4. Toute avancée dans le trajet doit se faire grâce à la propulsion humaine.
5. Les lignes de ferry sont permises pour relier directement une côte à l'autre, sur autorisation de la direction de course.
6. Les cyclistes sont responsables de l'actualisation de leur géolocalisation et de la preuve de cela.
7. Plus de deux jours d'inactivité sans communication sera considéré comme un abandon.
8. Pas de casque, pas d'assurance : pas de course.
9. Il est de la responsabilité de chaque cycliste  de s'enquérir des lois de chaque pays traversé et de les respecter.
10. Les cyclistes doivent agir dans un esprit d'autonomie et d'opportunité égales pour tous coureurs.

### Le parcours

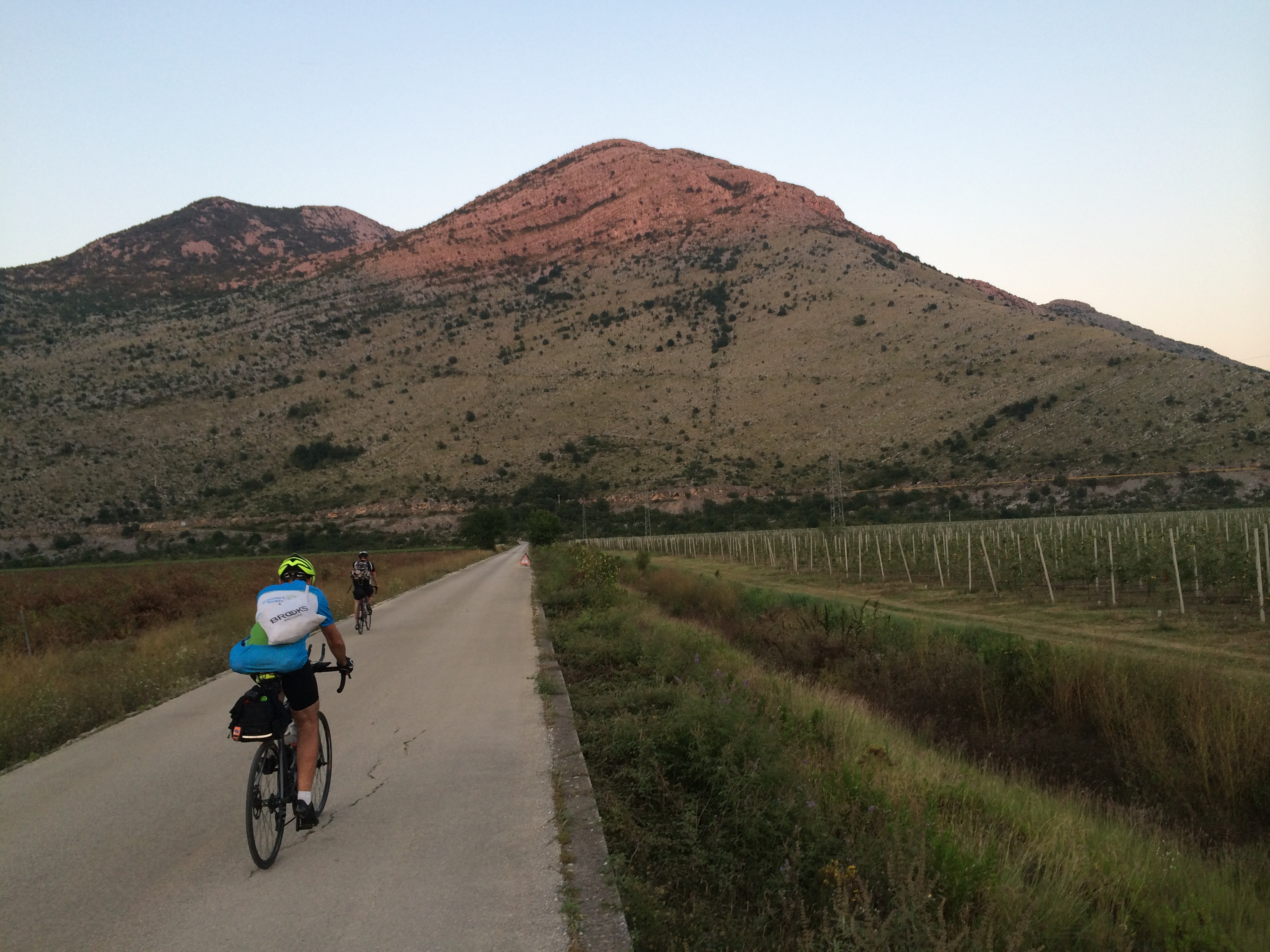
Concurrents en Bosnie-Herzégovine, 2014.

Le parcours de la course peut varier d'une année à l'autre. En 2013 et 2014, l'épreuve est partie de Londres pour arriver à Istanbul. De 2015 à 2018, le départ s'est fait depuis Grammont (Belgique) avec une arrivée à Istanbul en 2015, à Çanakkale (Turquie) en 2016, puis aux Météores (Grèce) en 2017 et 2018.
L'édition 2019 emprunte un parcours d'est en ouest, ralliant Burgas, ville portuaire bulgare sur la mer Noire, à Brest, à l'extrémité occidentale de la Bretagne, en France.
Les éditions 2020 et 2021 sont annulées en raison de la pandémie de Covid-19,.
L’édition 2022 est la huitième ; le départ est donné de Grammont en Belgique le 24 juillet. Les participants passent par la République tchèque, l’Italie, le Monténégro et la Roumanie avant d’arriver en Bulgarie.
Au cours de la course, les cyclistes doivent rejoindre des points de contrôle dont le nombre peut varier de 2 à 4, et emprunter certains segments de parcours imposés. Les cyclistes doivent décider de leur propre initiative du parcours à suivre entre le point de départ et le point d'arrivée pour rallier chacun des points de contrôle et des segments imposés. 
La course débute par un départ collectif et le chronomètre entre les points de départ et l'arrivée n'est jamais arrêté. Chaque cycliste est muni d'un système de traceur GPS qui indique sa position géographique toutes les cinq minutes afin que les organisateurs puissent le suivre et valider son parcours,,. Les personnes participantes possèdent également un carnet qu'elles doivent faire viser aux contrôles par la direction de course. Si les cyclistes passent hors-délais aux contrôles obligatoires, la possibilité leur est donnée de faire viser leurs carnets de course par une personne présente sur le site ou utiliser la photographie comme preuve de passage. Il n'y a pas de temps éliminatoires.
| Année | Distance estimée (km) | Dénivelé positif estimé (m) | Lieu de départ                        | Lieux de Contrôle | Lieu d'arrivée       |
| ----- | --------------------- | --------------------------- | ------------------------------------- | --- | -------------------- |
| 2013  | 3 200                 | NC                          | Londres, Royaume-Uni                  | Grammont, Belgique Col du Stelvio, Italie | Istanbul, Turquie    |
| 2014  | 3 600                 | 32 000                      | Londres, Royaume-Uni                  | Café Le Réveil-Matin, Montgeron, France Col du Stelvio, Italie Mont Lovćen, Montenegro | Istanbul, Turquie    |
| 2015  | 4 200                 | 35 000                      | Grammont, Belgique                    | Mont Ventoux, France Sestrières, Italie Vukovar, Croatie Mont Lovćen, Montenegro PPO:Strada dell'Assietta, Italie | Istanbul, Turquie    |
| 2016  | 3 800                 | 50 000                      | Grammont, Belgique                    | Puy de Dôme, France Col de la Furka, Suisse Col de Giau, Italie Žabljak, Montenegro PPO:Grosse Scheidegg au col de la Furka, Suisse PPO:Col de San Pellegrino au col de Giau, Italie PPO:Parc national de Durmitor, Montenegro | Çanakkale, Turquie   |
| 2017  | 4 000                 | 35 000                      | Grammont, Belgique                    | Château de Lichtenstein, Allemagne Monte Grappa, Italie Hautes Tatras, Slovaquie Route Transfăgăraș, Roumanie | Météores, Grèce      |
| 2018  | 3 900                 | 35 000                      | Grammont Belgique                     | Col de Bielerhöhe (de), Autriche Col de Mangart (en), Slovénie Col de Karkonosze (en), Pologne Bjelašnica, Bosnie-Herzégovine                                                                                                  | Météores, Grèce      |
| 2019  | 4 000                 | 40 000                      | Bourgas, Bulgarie                     | Bouzloudja, Bulgarie Besna Kobila, Serbie Col Gardena, Italie Alpe d'Huez, France | Brest, France        |
| 2020  | 4 000                 |                             | Brest, France                         | Vélodrome André-Pétrieux, Roubaix, France Großer Speikkogel (de), Autriche Parc national de Durmitor, Monténégro Route Transalpina, Roumanie                                                                                   | Bourgas, Bulgarie    |
| 2021  | 4 000                 |                             | Brest, France                         | Vélodrome André-Pétrieux, Roubaix, France Col du Petit-Saint-Bernard, France Bocchetta di Forcola, Italie Apennins, Italie | Thessalonique, Grèce |
| 2022  | 4 000                 |                             | Grammont, Belgique                    | Krupka, Tchéquie Col du Gavia, Italie Parc national de Durmitor, Monténégro Route Transalpina, Roumanie | Bourgas, Bulgarie    |
| 2023  |                       |                             | Grammont, Belgique                    | Col du Splügen, Italie Zgornje Jezersko, Slovénie Peshkopi, Albanie Site des Météores, Grèce | Thessalonique, Grèce |
| 2024  |                       |                             | Roubaix, France                       | Col du Vršič, Slovénie Bjelašnica, Bosnie-Herzégovine Prevallë, Kosovo Çanakkale, Turquie | Istanbul, Turquie    |
| 2025  | 4 500                 |                             | Saint-Jacques-de-Compostelle, Espagne | Pics d'Europe, Espagne Col du Tourmalet, France Strada dell'Assietta, Italie Sienne & Pacentro, Italie Burrel, Albanie | Constanța, Roumanie  |

## Compétences et matériel de course
Dans le cadre des règles de course de la Transcontinental Race, les cyclistes doivent être capables d'assurer leur navigation de course tout au long du parcours, de faire le parcours sans assistance personnelle, de gérer le temps de course.

### Navigation
La Transcontinental Race est une course sans parcours imposé entre les différents points de contrôle à rejoindre. De fait, les cyclistes  doivent déterminer de leur propre initiative  leur route et élaborer une navigation de course. La plupart des cyclistes  ont recours à des programmes ou des sites internet de navigation pour élaborer leur itinéraire teléchargeable ensuite sur un GPS ou un assistant de navigation personnel afin de pouvoir suivre le trajet calculé.

### Autonomie
La Transcontinental Race est une course en autonomie. Les cyclistes  n'ont pas droit à une assistance technique personnelle. Cela signifie que pour assurer leur ravitaillement ou faire des réparations, les cyclistes  ne peuvent que recourir aux services commerciaux présents sur leur route ou aux dons de la population locale,,. Le critère d'autonomie et les distances à parcourir impliquent le plus souvent que les cyclistes doivent réparer ou régler leurs propres matériels durant la course.

### La gestion du temps
La Transcontinentale est une course non-stop, c'est-à-dire qu'il n'y a pas d'étapes et que le chronomètre n'est jamais arrêté entre le départ et l'arrivée pour tous les cyclistes. Les cyclistes doivent donc gérer leur temps tout au long du parcours, entre roulage, ravitaillement et alimentation et repos. Le temps consacré au sommeil est un élément important de réussite dans ce type de course. Le vainqueur de l'épreuve en 2015 déclarait qu'il avait dormi trois heures par jour durant ses 9 jours de course ,. Encore moins que le vainqueur des deux premières éditions qui avouait quatre heures de sommeil par vingt-quatre heures durant la course. Des moyennes qui doivent être nuancées par les stratégies de course puisqu'un coureur peut rouler sans dormir sur plusieurs jours.

### Matériel utilisé
La majorité des cyclistes utilisent des vélos de course, en général équipés de sacoches légères ,. Les vélos sont également munis d'éclairage alors que certains des cyclistes y adjoignent une lampe frontale ainsi qu'un gilet réfléchissant, conformément à la loi relative à la circulation de nuit à vélo de nombreux pays traversés (France, Croatie, Slovénie, etc.). Les cyclistes, dans leur plus grande majorité, utilisent des appareils GPS pour suivre leur route ou, plus rarement, des cartes géographiques et  sont également munis d'un traceur GPS pour être géolocalisés par la direction de course.

## Résultats
| Année | Distance estimée | Nombre de Partants | Nombre de Finisseurs | Vainqueur Homme                               | Vainqueur Femme                               | Première paire                                                |
| ----- | ---------------- | ------------------ | -------------------- | --------------------------------------------- | --------------------------------------------- | ------------------------------------------------------------- |
| 2013, | 3 266 km         | 31                 | 21                   | Kristof Allegaert en 7 j 13 h 45 min          | Juliana Buhring / en 12 j 2 h 52 min          | NC                                                            |
| 2014, | 3 500 km         | 88                 | 64                   | Kristof Allegaert en 7 j 23 h (3827 km)       | Pippa Handley en 12 j 4 h 44 min              | NC                                                            |
| 2015, | 4 200 km         | 175                | 90                   | Josh Ibbett en 9 j 23 h 54 min (4 240 km)     | Jayne Wadsworth en 16 j 12 h 5 min (4 573 km) | Timothy France & Neil Phillips en 13 j 22 h 58 min (4 246 km) |
| 2016  | 3800 km          | 216                | 116                  | Kristof Allegaert en 8 j 17 h 2 min (3915 km) | Emily Chappell en 13 j 10 h 28 min (3952 km)  | Andrew Boyd & James Stannard en 11 j 19 h 39 min              |
| 2017  | 4000 km          | 282                | 112                  | James Hayden en 9 j 2 h 14 min                | Melissa Pritchard en 13 j 1 h 29 min          | Anders Syvertsen & Eivind Tandrevold en 13 j 21 h 5 min       |
| 2018  | 3900 km          | 251                | 152                  | James Hayden en 8 j 23 h 59 min               | Ede Harisson en 13 j 19 h 32 min              | Luca Somm & Oliver Bieri en 14 j 8 h 23 min                   |
| 2019  | 4 000 km         | 258                | 136                  | Ben Davies en 10 j 13 h 10 min                | Fiona Kolbinger en 10 j 2 h 48 min            | Espen Landgraff & Emmanuel Verde en 13 j 13 h 46 min          |
| 2022  | 4 000 km         | 350                | TBA                  | Christoph Strasser en 9 j 14 h 0 min          | Fiona Kolbinger en 10 j 13 h 44 min           | Théo Daniel & Stéphane Ouaja en 12 j 2 h 12 min               |
| 2023  | 4 000 km         | 342                | 112                  | Christoph Strasser en 8 j 16 h 30 min         | Jaimi Wilson en 11 j 7 h 39 min               | Gereon Tewes & Sherry Cardona en 10 j 21 h 42 min             |
| 2024  | 4 000 km         | 302                | 148                  | Robin Gemperle en 8 j 23 h 59 min             | Jana Kesenheimer en 11 j 3 h 57 min           | Gereon Tewes & Sherry Cardona en 11 j 12 h 56 min             |
| 2025  | 5 000 km         | 420                |                      | Victor Bosoni en 10 j 16 h 38 min             | Jana Kesenheimer en 12 j 3 h 32 min           | Matthew Garthwaite & Oliver Hayward en 13 j 16 h 46 min       |

Podium par édition
| Année | Podium Hommes                                               | Podium Femmes                                                         |
| ----- | ----------------------------------------------------------- | --------------------------------------------------------------------- |
| 2013  | 1. Kristof Allegaert 2. Richard Dunnett 3. Matt Wilkins     | 1. Juliana Buhring /                                                  |
| 2014  | 1. Kristof Allegaert 2. Josh Ibbett 3. Richard Dunnett      | 1. Pippa Handley 2. Gaby Leveridge 3. Rickie Cotter                   |
| 2015  | 1. Josh Ibbett 2. Alexandre Bourgeonnier 3. Thomas Navratil | 1. Jayne Wadsworth                                                    |
| 2016  | 1. Kristof Allegaert 2. Neil Phillips 3. Carlos Mazón       | 1. Emily Chappell 2. Johanna Josten-Van Duinkerken 3. Jayne Wadsworth |
| 2017  | 1. James Hayden 2. Björn Lenhard 3. Jonas Goy               | 1. Melissa Pritchard 2. Ingeborg Dybdal Oie 3. Karen Tostee           |
| 2018  | 1. James Hayden 2. Matthew Falconer 3. Björn Lenhard        | 1. Ede Harisson 2. Anissa Aubin 3. Karolina Maciejewska               |
| 2019  | 1. Ben Davies 2. Job Hendrickx 3. David Schuster            | 1. Fiona Kolbinger 2. Tanja Hacker 3. Gail Brown                      |
| 2022  | 1. Christoph Strasser 2. Krystian Jakubek 3. Adam Bialek    | 1. Fiona Kolbinger 2. Amrei Kuhne 3. Meaghan Hackinen                 |
| 2023  | 1. Christoph Strasser 2. Robin Gemperle 3. Tim de Witte     | 1. Jaimi Wilson 2. Marei Moldenhauer 3. Anna Richter                  |
| 2024  | 1. Robin Gemperle 2. Christoph Strasser 3. Tim de Witte     | 1. Jana Kesenheimer 2. Jaimi Wilson 3. Anna Carlqvist                 |
| 2025  | 1. Victor Bosoni 2. Martin Moritz 3. David Tschan           | 1. Jana Kesenheimer 2. Cynthia Carson 3. Lael Wilcox                  |

## Courses similaires à la Transcontinental Race
Il existe d'autres courses d'ultra cyclisme en autonomie dans le monde anglophone notamment: le Tour Divide au Canada et aux États-Unis d'Amérique, du nord au sud; ainsi que la TransAm Bicycle Race créée par la Adventure Cycling Association (en) qui traverse les États-Unis d'Amérique d'ouest en est.
En France se déroule La Baroudeuse : épreuve d'ultracyclisme spécialisée en montagne depuis 2016, elle se décline en course sur pistes avec la Baroudeuse Unpaved Race chaque mois de juillet et la version sur route : La Baroudeuse Road Race chaque mois d'août. Les distances vont de 317 à 2700 km.
En 2018, le 1er championnat du monde d'épreuves d'ultracyclisme en autonomie est organisée par l'explorateur français Axel Carion avec les épreuves BikingMan. Au calendrier, 4 épreuves en 2018 (Oman, Corse, Pérou, Taiwan) puis 6 (ajouts du Laos et du Portugal) en 2019 rassemblent des athlètes du monde entier.
En Amérique du Sud, la première course du genre a été organisée en Équateur et au Pérou: l'Inca Divide, par BikingMan et mettant l'accent sur la haute altitude de la Cordillère des Andes. Le Français Axel Carion en est à l'origine après avoir réalisé 2 traversées du continent à vélo.
Au Moyen-Orient, le BikingMan Oman, qui a lieu au mois de février chaque année, traverse les Monts Hajar et le désert d'Ash Sharqiyah.
En France la French Divide se déroule également en autonomie du nord au sud de la France.
Courses similaires en Europe :
| Nom de la course           | Pays            | Année de création | Kilométrage approximatif | Parcours                                      | Nature de parcours           |
| -------------------------- | --------------- | ----------------- | ------------------------ | --------------------------------------------- | ---------------------------- |
| La Baroudeuse Unpaved Race | France          | 2016              | 317 - 650 - 1150         | Verdon - Ventoux - Mercantour - Italie        | Pistes et routes secondaires |
| La Baroudeuse Road Race    | France          | 2017              | 400 - 800 - 2700         | Slovénie - Italie - France                    | Route                        |
| Severigetempot             | Suède           | 2012              | 2100                     | Du nord au sud de la Suède                    | Route                        |
| Tuscany Trail              | Italie          | 2014              | 600                      | Chemin de Toscane du nord au sud              | Sentier et terrain accidenté |
| Italy Divide               | Italie          | 2016              | 800                      | Du centre au nord de l'Italie                 | Sentier et route             |
| French Divide              | France          | 2016              | 2100                     | Du nord au sud de la France                   | Sentier et route             |
| Born To RIde 2016          | France- Espagne | 2016              | 1000                     | Du centre de la France à l'ouest de l'Espagne | Route                        |
| HARD CRO Ultra Race        | Croatie         | 2016              | 1400                     | Tour de Croatie                               | Route                        |
| BikingMan Corsica          | Corse           | 2017              | 700                      | Tour de la Corse                              | Route                        |
| BikingMan Portugal         | Portugal        | 2019              | 950                      | Tour de l'Algarve et de l'Alentejo            | Route                        |